# Liste der denkmalgeschützten Objekte in Aich (Steiermark)
Die Liste der denkmalgeschützten Objekte in Aich enthält die 6 denkmalgeschützten, unbeweglichen Objekte der Gemeinde Aich im steirischen Bezirk Liezen.

## Denkmäler
| Foto |                 | Denkmal                                                                                             | Standort                             | Beschreibung | Metadaten |
| ---- | --------------- | --------------------------------------------------------------------------------------------------- | ------------------------------------ | --- | --- |
| ja   | Datei hochladen | Ortskapelle Maria im Dorn HERIS-ID: 36840 Objekt-ID: 35862                                          | neben Vorstadt 13 Standort KG: Aich  | Die Kapelle Maria im Dorn wurde vermutlich 1717 anlässlich der Pest erbaut. Die Kapelle hat ein Tonnengewölbe mit Halbkreisschluss und einen Dachreiter mit Zwiebel an der Westseite. Innen ein barocker Altar mit Marienbild (vermutlich aus der Bauzeit) und ein Glasschrein mit einer Pietà. Die Kreuzwegbilder stammen aus dem 18. Jahrhundert, das eiserne Kommunionsgitter ist mit 1864 bezeichnet. | BDA-Hist.: Q37972288 Status: Bescheid Stand der BDA-Liste: 2025-06-30 Name: Ortskapelle Maria im Dorn GstNr.: .59 Ortskapelle Maria im Dorn, Aich, Styria    |
| ja   | Datei hochladen | Kath. Pfarrkirche hl. Nikolaus in Assach und ehem. Friedhofsfläche HERIS-ID: 50971 Objekt-ID: 56502 | Assach Standort KG: Aich             | Die Pfarrkirche hl. Nikolaus wurde im Bauernaufstand 1525 beschädigt. Ursprünglich zur Pfarre Haus gehörig, wurde Aich im Jahre 1787 eine eigenständige Pfarre. Das Gebäude besteht aus einem spätgotischen zweijochigen Chor mit 5/8-Schluss aus der zweiten Hälfte des 15. Jahrhunderts, dessen Netzrippengewölbe auf nasenartigen Konsolen ruht und der durch zweibahnige Maßwerkfenster erhellt wird, und, durch einen rundbogigen Fronbogen getrennt, einem breiten, barocken Langhaus aus der 1. Hälfte des 18. Jahrhunderts mit Flachtonnengewölbe und Rechteckfenstern. Die hölzerne Westempore stammt aus dem Jahre 1913. Der Dachreiter trägt einen Zwiebelhelm. Die Einrichtung stammt vom Anfang des 18. Jahrhunderts, das Hochaltarbild zeigt den hl. Nikolaus und stammt aus dem 19. Jahrhundert, das Fronbogenkreuz aus dem 17. Jahrhundert. Es gibt ein großes Schutzmantelmadonnenbild von 1720/30, ein Gemälde, das die Feuersbrunst in Assach um 1749 darstellt, weiters eine Sonntagsberger Dreifaltigkeit, eine Mariazeller Maria und die hll. Florian und Nikolaus (bezeichnet Johann Pöttschnickh). Die Orgel von Carl Billich stammt aus dem Jahre 1888. | BDA-Hist.: Q22693471 Status: § 2a Stand der BDA-Liste: 2025-06-30 Name: Kath. Pfarrkirche hl. Nikolaus in Assach und ehem. Friedhofsfläche GstNr.: .89, 1368 |
| ja   | Datei hochladen | Wohnhaus, ehem. Mesnerhaus HERIS-ID: 88799 Objekt-ID: 103383                                        | Assach-Oberdorf 29 Standort KG: Aich | | BDA-Hist.: Q37727683 Status: § 2a Stand der BDA-Liste: 2025-06-30 Name: Wohnhaus, ehem. Mesnerhaus GstNr.: .94                                               |
| ja   | Datei hochladen | Pfarrhof HERIS-ID: 88801 Objekt-ID: 103385                                                          | Assach-Oberdorf 30 Standort KG: Aich | | BDA-Hist.: Q37727706 Status: § 2a Stand der BDA-Liste: 2025-06-30 Name: Pfarrhof GstNr.: .92                                                                 |
| ja   | Datei hochladen | Evangelisches Schul- und Bethaus HERIS-ID: 60042 Objekt-ID: 71853                                   | Vorstadt 2 Standort KG: Aich         | → Hauptartikel : Bethaus Aich f1 | BDA-Hist.: Q38089848 Status: § 2a Stand der BDA-Liste: 2025-06-30 Name: Evangelisches Schul- und Bethaus GstNr.: 131 Evangelisches Bethaus Aich, Styria      |
| ja   | Datei hochladen | Stoderzinken, sog. Friedenskircherl HERIS-ID: 88906 Objekt-ID: 103494                               | Standort KG: Aich                    | Das Friedenskircherl (auch Stoderkirchl) auf der Südseite des Stoderzinken wurde 1902 vom Erschließer des Berges, Emil von Horstig d’Aubigny, erbaut und befindet sich jetzt im Besitz der Bergrettung Gröbming. | BDA-Hist.: Q1456844 Status: § 2a Stand der BDA-Liste: 2025-06-30 Name: Stoderzinken, sog. Friedenskircherl GstNr.: 2055 Stoderkircherl                       |